# Иваницкая, Валентина Алексеевна
Иваницкая Валентина Алексеевна (род. 23 июня 1935 года, Ростов-на-Дону) — Заслуженный тренер России. Заслуженный работник физической культуры Российской Федерации. Награждена медалью ордена «За заслуги перед отечеством» 2 степени.

## Биография
После 7 класса Валентина Иваницкая поступила в техникум физической культуры в городе Ростове, где занималась спортивной гимнастикой. После окончания техникума в 1950 году работала в общеобразовательной школе преподавателем физической культуры в г. Шахты.
Чуть позже Валентина Иваницкая поступила в педагогический институт в Ростове и стала заниматься Художественной гимнастикой. «Любовь к музыке победила» — цитирует Валентина Алексеевна. Тренером в те времена для Валентины Иваницкой стала Людмила Васильевна Гончаренко. Под её руководством Валентина стала Мастером спорта СССР.
После окончания института и спортивной карьеры в 1954 году продолжила свой спортивный путь в роли тренера в ДЮСШ г. Ростов-на-Дону. И смогла стать лучшим тренером Дона.
В 1965 году переехала в Москву. В Москве работала в ДЮСШ 74 (Ленинградского района). За годы её работы Школа смогла получить статус Школы олимпийского резерва.
С 1978 года свой спортивный путь Валентина Иваницкая продолжила в ДЮСШ «Динамо» и МГФСО. Являлась тренером сборной Москвы. Было воспитано более 15 мастеров спорта международного класса.
За свои спортивные заслуги была приглашена тренером в сборную команду России в 1997 году.
За годы работы тренером сборной России по групповым упражнениям, команды смогли завоевать:
- Золото Олимпиады — Австралия 2000
- Золото Олимпиады — Афины 2004
- Золото Олимпиады — Пекин 2008

## Групповое многоборье
| Олимпиада   | Золото |
| 2000 Сидней | Россия · Ирина Белова · Елена Шаламова · Мария Нетёсова · Наталья Лаврова · Вера Шиманская · Ирина Зильбер          |
| 2004 Афины  | Россия · Олеся Белугина · Ольга Глацких · Татьяна Курбакова · Наталья Лаврова · Елена Посевина · Елена Мурзина ·    |
| 2008 Пекин  | Россия · Елена Посевина · Татьяна Горбунова · Анна Гавриленко · Дарья Шкурихина · Наталья Зуева · Маргарита Алийчук |

Воспитанники Валентины Алексеевны являются абсолютными чемпионками Мира и Европы.